# 鸳鸯豆
鸳鸯豆是一种春秋战国时代流行于楚国的漆木胎盛食器。荆州和荆门博物馆都藏有这种文物。

## 形制
从湖北江陵雨台山427号楚墓出土的一件鸳鸯豆通高25.4厘米，盘径、底径分别为18.2和12.3厘米。它的盘和盖能组合成鸳鸯的开关，整体作卧首何处状，其头、腹、翅和脚都是雕刻而成，头为曲颈侧视状，翅膀收缩，爪蜷曲，尾部略上翘。此器全身髹漆，并以朱红和金、黄等色绘出鸳鸯各个部位和羽毛。在尾部两侧分绘金色凤鸟。

## 脚注
1. ↑  豆是指盛菜的器皿